# نورث امریکن بی-۴۵ تورنادو

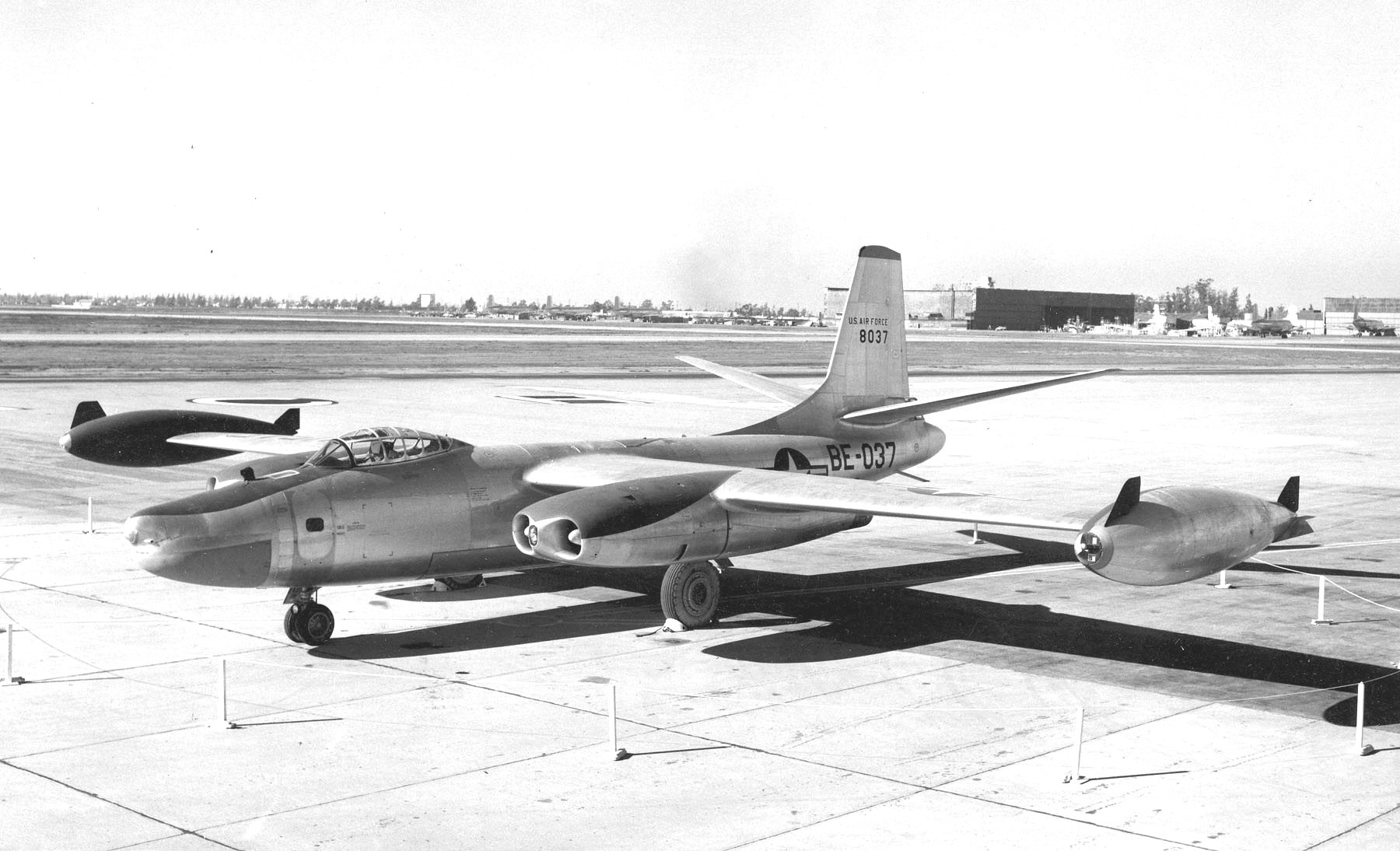
نخستین بمب افکن کنش گر ساخته شده

نورث امریکن بی-۴۵ تورنادو (به انگلیسی: North American B-45 Tornado) یک هواپیمای ساختِ کارخانهٔ نورث امریکن اوییشن در کشور ایالات متحده آمریکا است. نخستین استفاده‌کنندهٔ این هواپیما نیروی هوایی ایالات متحده آمریکا بوده‌است. این هواپیما برای نخستین بار در ۱۹۴۷ میلادی مورد استفاده قرار گرفت.